# Vieux château d'Abreschviller
Le vieux château d'Abreschviller est un ancien château féodal situé dans la forêt du Streitwald, sur le territoire de la commune d'Abreschviller, en  Moselle. 
Seules des ruines subsistent encore, là où se trouvait la construction.

## Géographie
Les restes de l'édifice se trouvent à la limite des territoires des communes d'Abreschviller et Saint-Quirin. Le château est localisé dans la forêt du Streitwald, sur le versant ouest de la Sarre rouge,. Cette forêt abrite également un ancien site d'extraction de grès, situé dans le même zone que les ruines de l'édifice,.
Il se trouve également non loin du site archéologique de la Croix-Guillaume.

## Toponymie
Le site est aussi connu sous le nom de château d'Ischeid, d'après le nom d'un village disparu, qui se situait dans cette zone,. Il est parfois plus simplement appelé Vieux Château.

## Histoire
L'histoire de l'édifice n'est que très peu connu à ce jour.
Il s'agit d'un château du Moyen-Âge classique dont la construction a été initié entre le XIe et le XIIIe siècle.
Il a été la possession d'un avoué du prieuré de Saint-Quirin, nommé Volmar de Hunebourg.
Il aurait ensuite appartenu aux comtes de Dabo, qui aurait pu l'utiliser comme résidence occasionnelle ou relais de chasse.
Des suppositions, selon lesquelles le pape Léon IX serait né au château, ont été formulées, cependant cela n'a pas été officiellement établit.

### Redécouverte et fouilles archéologiques
La première description précise des ruines dans les écrits est faite par l'archéologie nancéien Jean-Louis Dugas de Beaulieu en 1836.
Dans des descriptions successives, les restes du château ont été identifiés comme étant des vestiges gallo-romains. Cependant, en 1979, J. Schnœring les identifiera formellement comme datant du Moyen-Âge.
Des sondages, effectués dans les années 2010, ont permis de renforcer l'hypothèse selon laquelle la carrière aurait été créée pour permettre la construction du château.

## Accès
Les ruines du château sont accessibles aux visiteurs et randonneurs. Elles sont d'ailleurs situées sur un sentier du Club vosgien.